# John R. French

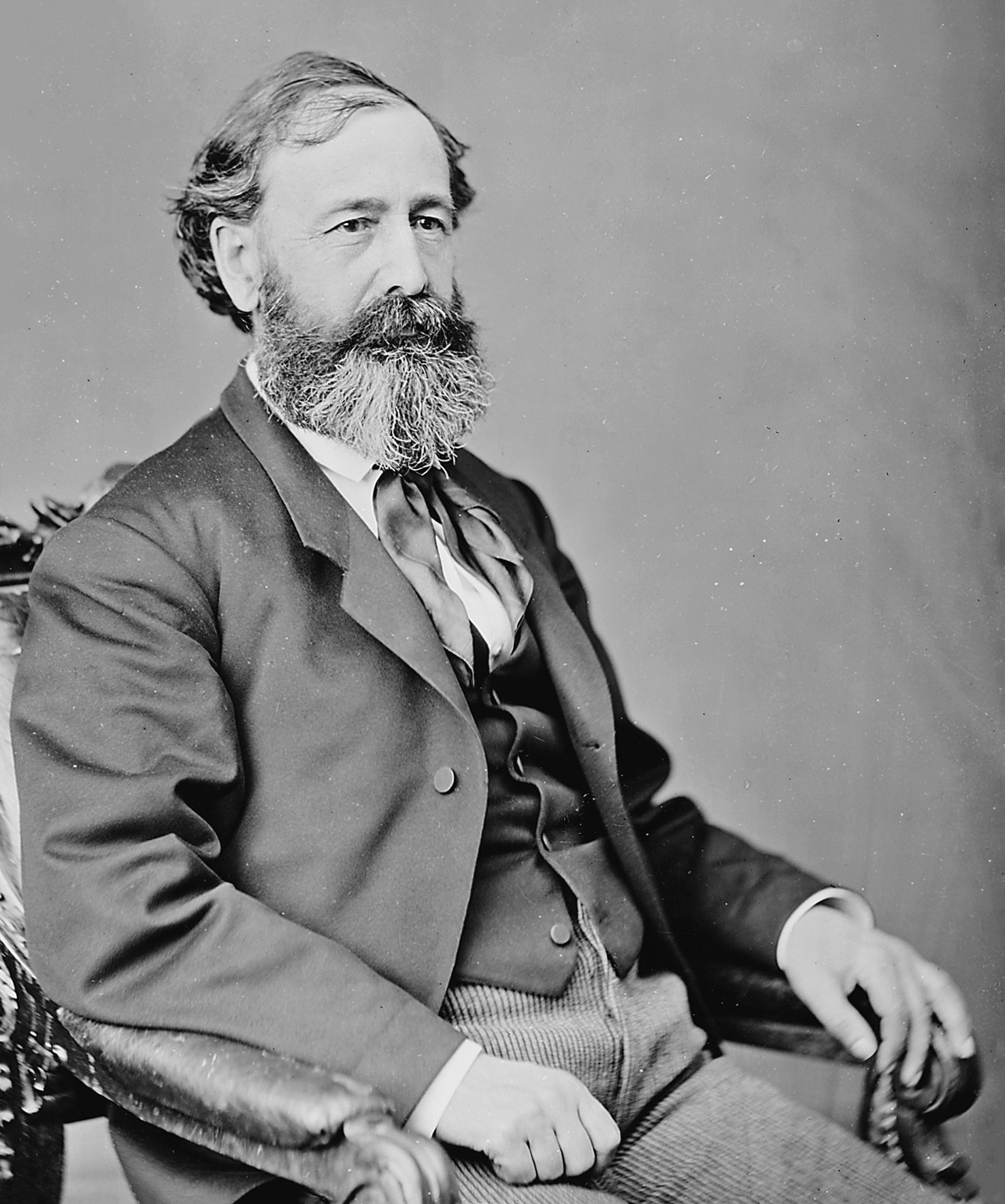
John R. French

John Robert French (* 28. Mai 1819 in Gilmanton, Belknap County, New Hampshire; † 2. Oktober 1890 in Boise, Idaho) war ein US-amerikanischer Politiker. Zwischen 1868 und 1869 vertrat er den Bundesstaat North Carolina im US-Repräsentantenhaus.

## Werdegang
John French erhielt eine gute Grundschulausbildung in Gilmanton und Concord. Anschließend absolvierte er eine Lehre im Druckerhandwerk; danach stieg er in das Zeitungsgeschäft ein. In den folgenden Jahren gab er in New Hampshire, Maine und Ohio verschiedene Zeitungen heraus. Seit 1854 lebte er im Lake County in Ohio. Politisch schloss er sich der 1854 gegründeten Republikanischen Partei an. In den Jahren 1858 und 1859 saß French als Abgeordneter im Repräsentantenhaus von Ohio.
Im Jahr 1861 erhielt French eine Stelle im US-Finanzministerium in Washington. 1864 wurde er von Präsident Abraham Lincoln in die Steuerkommission für den im Bürgerkrieg besetzten Staat North Carolina berufen. Daraufhin zog er nach Edenton. Im Jahr 1867 war er Delegierter auf einer Versammlung zur Überarbeitung der Verfassung von North Carolina. Nach der Wiederzulassung dieses Staates zur Union wurde French im ersten Wahlbezirk in das US-Repräsentantenhaus in Washington gewählt, wo er am 6. Juli 1868 sein neues Mandat antrat. Da er bei den regulären Kongresswahlen des Jahres 1868 nicht mehr kandidierte, konnte er bis zum 3. März 1869 nur den Rest der laufenden Legislaturperiode im Kongress absolvieren. Diese war von den Spannungen zwischen seiner Republikanischen Partei und Präsident Andrew Johnson geprägt.
Zwischen 1869 und 1879 übte John French das Ehrenamt des Sergeant at Arms im US-Senat aus. Im Jahr 1880 wurde er Mitglied einer Kommission, die sich mit Fragen der Ute-Indianer befasste. In der Folge lebte er zunächst in Washington und in Omaha (Nebraska), ehe er nach Boise zog, wo er eine Tageszeitung herausgab. Dort ist er am 2. Oktober 1890 auch verstorben.